# تفجير سوق بغداد 26 يوليو 2007
كان تفجير سوق بغداد في السادس والعشرين من يوليو 2007 هجومًا بشاحنة مفخخة وصواريخ على سوق في منطقة الكرادة في بغداد ، عاصمة العراق ، في 26 يوليو 2007، مما أسفر عن مقتل ما يقرب من 100 شخص.
أُفيد في البداية أن خمس و عشرون شخصًا فقط قُتلوا و100 جريح. ومع ذلك، بعد أقل من أسبوع، نُشرت أسماء 92 قتيلًا و127 جريحًا في قائمة مُلصقة على واجهة متجر مُغلق؛ وقد جمعها عمال الإنقاذ. اعتبر العديد من العراقيين هذا التناقض محاولة من الحكومة العراقية للتستر على عدد القتلى العراقيين في العاصمة.
في 26 يوليو 2007، تعرضت منطقة الكرادة في بغداد لاعتداء إرهابي مزدوج، حيث استُهدفت سوقًا مكتظًا بالمدنيين بواسطة شاحنة مفخخة وصواريخ، مما أسفر عن مقتل 92 شخصًا وإصابة 127 آخرين، وفقًا لتقارير فرق الإنقاذ المحلية.
في البداية، أفادت التقارير بأن عدد القتلى بلغ 25 فقط، لكن بعد أيام قليلة، تم نشر قائمة بأسماء 92 قتيلاً و127 جريحًا على واجهة متجر مغلق، مما أثار تساؤلات حول دقة الأرقام الرسمية. رأى العديد من العراقيين في هذا التباين محاولة لتقليل حجم الخسائر البشرية في العاصمة.
تُعتبر هذه الهجمات جزءًا من سلسلة من الاعتداءات الإرهابية التي شهدتها بغداد في صيف 2007، والتي استهدفت أسواقًا ومناطق مكتظة بالمدنيين، مما يعكس تصعيدًا في استخدام أساليب التفجير المتطورة من قبل الجماعات المسلحة